# Dimitri Fourny
Pour les articles homonymes, voir Fourny.
Dimitri R.Y.A. Fourny (Libramont, le 28 avril 1972) est un homme politique belge, membre du Centre démocrate humaniste.
Il est licencié en droit.

## Carrière politique
Mandat politique exercé antérieurement ou actuellement
- Bourgmestre de Neufchâteau de 2012 à 2019
- Député wallon et de la Communauté française
  - depuis le 24 septembre 2009 : sénateur de communauté, mandat cédé à Bertin Mampaka Mankamba lors de son installation en tant que Bourgmestre.
  - Depuis 2014 : chef de groupe cdh au parlement Wallon.
- Depuis mars 2019 : inculpé dans l'affaire des fausses procurations pour l'élection communale de Neufchâteau. Démission de son poste de chef de groupe.